# Выводок
Вы́водок, или вы́водка, — группа молодых животных (птиц или млекопитающих), находящихся под опекой своих родителей. Связь выводка продолжается до тех пор, пока молодые животные (например, волчата) или птенцы нуждаются в помощи взрослых для охранения их от врагов и для прокорма.